# Giovanni Muzio

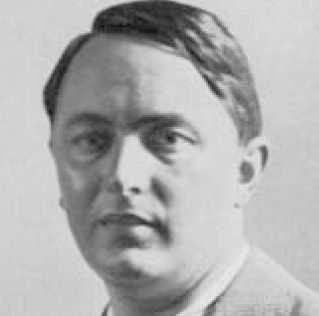
Porträt von Giovanni Muzio

Giovanni Muzio (* 12. Februar 1893 in Mailand; † 21. Mai 1982 ebenda) war ein italienischer Architekt.

## Leben
Der Sohn des angesehenen Mailänder Architekten Virginio Muzio studierte in Pavia zunächst Ingenieurwesen und widmete sich intensiv der Bauaufnahme historischer Architektur in der Lombardei. Ab 1912 widmete er sich dem Architekturstudium in Mailand, wo er sich mit den Futuristen Umberto Boccioni und Mario Sironi anfreundete. Nach der Rückkehr aus dem Ersten Weltkrieg entwarf er 1922 die Aufsehen erregende Ca’ brutta an der Via Moskova, die als richtungsweisendes Manifest der frühen Mailänder Architekturbewegung gilt. Wie andere Futuristen auch wandte er sich damit ziemlich plötzlich von seinen individualistischen Anfängen ab und einem eigenständigen Neoklassizismus zu. Er begründete diese Bewegung auch publizistisch. Zugleich stritt er mit dem Club degli Urbanisti gegen die offizielle Mailänder Stadtplanung und für die Erhaltung alter Baudenkmäler. Er stand damit der Künstlergruppe der Novecento („20. Jahrhundert“) nahe und prägte mit seinen Bebauungsplänen, Wohnbauten, öffentlichen und kirchlichen Architekturen die Bauentwicklung seiner Heimatstadt. Wie sein Stil sich zur avantgardistischen Baukunst der 1920er Jahre nördlich der Alpen verhielt, bringt Benevolo auf den Punkt: „...während Gropius eine recht eindringliche Methode findet, um die übliche Kontroverse zwischen Historismus und Avantgarde zu überwinden, bleiben die Novecentisten in dem alten Dilemma — Vergangenheit oder Zukunft — befangen und wissen nichts anderes vorzuschlagen als die Rückkehr zu gewissen Vorbildern der Vergangenheit.“ Muzios Bauten, etwa der Palazzo dell’Arengario in Mailand, an dem er mitarbeitete, stehen damit in einer Reihe mit anderen europäischen Architekturen in pathetisch-neoklassizistischem Stil, der durchaus auch in nicht-faschistischen Ländern gepflegt wurde.
Auch nach dem Zweiten Weltkrieg war Muzio als Architekt bedeutender Aufträge tätig, unterrichtete an der Turiner und Mailänder Architekturfakultät und starb hochdekoriert 1982 in Mailand.

## Bauten (Auswahl)
- Ca’ brutta, Mailand, 1920–22
- Kraftwerkszentrale Covalou, 1922
- Palazzo dell’Governo, Sondrio
- Università Cattolica, Mailand, 1927–1938
- Palazzo dell’Arte, Mailand, 1933
- Konvent Sant’Angelo, Mailand,
- Kulturzentrum Angelico, Mailand, 1939
- Palazzo dell’Arengario, Mailand
- Provinzialverwaltung Mailand, 1940
- Kirche Mariae Verkündigung, Nazareth, 1960–1969
- Torre Turati, Mailand, 1963–1968